# ریسوت
ریسوت یک منطقهٔ مسکونی در عمان است که در استان ظفار واقع شده‌است.